# Пресс-кит
Пресс-кит, медиа-кит (англ. press kit — комплект для прессы, англ. media kit) — это комплект нескольких текстовых, аудио- и визуальных документов, в которых содержится подробная информация о проекте, организации или событии.
Пресс-кит является одним из основных маркетинговых и PR-документов для прессы и контрагентов, так как он содержит в себе несколько видов PR-материалов. И. В. Алешина считает медиа-, или пресс-кит вторым по значимости средством PR после пресс-релиза.
Обычно используется в качестве презентации и распространяется среди журналистов во время различных PR-мероприятий: выставок, пресс-конференций, пресс-туров, презентаций, собраний акционеров и т. д.
Задача пресс-кита — предоставить журналистам исчерпывающую информацию о происходящем событии, основных действующих лицах, а также о самой организации, устраивающей это событие, её руководителях, сфере деятельности, товарах и услугах, её истории и т. д.

## Содержание
В состав пресс-кита входят следующие основные документы:
- пресс-релиз;
- факт-лист;
- биография руководителя (или другого действующего лица);
- брошюра.

Также помимо этих материалов в пресс-кит могут входить:
- программа мероприятия;
- список почётных гостей;
- интервью с основными действующими лицами;
- вырезки из газет с публикациями на эту тему;
- заявление для прессы.

В зависимости от того, для какого мероприятия предназначен пресс-кит, в его состав также могут входить карта или схема объектов (если это выставка), либо список посещаемых объектов и мероприятий, если это пресс-тур и т. д.

## Классификация
Некоторые специалисты делают различия между понятиями пресс-кит, медиа-кит и ньюс-кит, определяя их следующим образом:
- Медиа-кит — постоянно действующий и обновляемый комплект документов либо документ-презентация.
- Пресс-кит — набор документов для журналистов, подготовленных специально для конкретного мероприятия (выставок, пресс-конференций, пресс-туров, презентаций, собраний акционеров и т. д.).
- Ньюс-кит — набор официальных документов для журналистов, подготовленных специально для конкретного мероприятия, обычно включающий сопроводительное письмо с перечислением документов включенных в ньюс-кит, медиа-релиз, биографические справки на лиц, участвующих в проведении мероприятия, тексты выступления всех представителей организации, факт-лист, а также брошюры, листовки и другие информационные материалы, тематически связанные с мероприятием.

## Правила оформления
В процессе подготовки пресс-кита выбирается один из двух основных способов его оформления.
Первый способ — механическое объединение всех подготовленных материалов в одну папку формата А4. Пресс-кит представляет собой папку, которая несет элементы фирменного стиля (логотип, слоган, контакты корпорации и т. д.) или эмблемой общественного движения или партии, в которую сложены рекламные и информационные материалы, а также схемы проезда.
Придерживаясь этой концепции способа подачи материала, в папку всегда можно будет вложить уже имеющиеся информационные материалы. В то же время, документ может легко выпасть из карманов и затеряться среди кипы бумаг. Оформление пресс-кита в форме папки с карманами характерно и наиболее удобно для годовых собраний акционеров, выставок, презентаций.
Папка состоит из двух частей: левый и правый карман (обычно на 1/3 папки). Правая часть является основной, куда и вкладываются основные документы. Левый карман носит вспомогательный характер, куда попадает дополнительный материал. Сувенирная продукция, в том числе визитная карточка компании с указанием адреса, электронной почты, веб-сайта организации, телефонов и других контактных данных ответственных лиц обычно вкладывается в дополнительный карман, находящийся на внешней стороне левого кармана.
Второй способ — представление пресс-кита в виде полиграфически оформленной книги-брошюры. Она строится таким образом, чтобы каждая её часть дополняла другую при описании основной темы. Возможность наличия лишней информации сводится практически к нулю. Преимуществом книги-брошюры является возможность журналиста сохранить эффектно подготовленный пресс-кит и воспользоваться им в любой момент как важным источником информации об организации и проведенном мероприятии. Вариант с потерей листов отпадает, новые актуальные материалы не добавить тоже. Это более затратный вариант оформления пресс-кита как в плане финансов, так и в плане времени. Зачастую такой способ формирования пресс-кита характерен для пресс-конференции или иного специального мероприятия.
Тем не менее, вне зависимости от способа оформления пресс-кита, внимание уделяется прежде всего самой информации и форме её подачи.